# Cicaré CH-6
El Cicaré CH-6 es un helicóptero monoplaza ultraligero, diseñado por Augusto Cicaré y construido por Cicaré Helicópteros S.A. de Argentina.

## Diseño y desarrollo
El CH-6 voló por primera vez en 1987 y fue presentado con singular éxito en 1990 en la convención anual de la Experimental Aircraft Asociation de Oshkosh (Estados Unidos). Surge de la necesidad de disponer de una aeronave para evaluar en vuelo distintas soluciones y sistemas a emplearse en el CH-5. El CH-6 estaba propulsado por un motor de dos tiempos Rotax 582 de 48 kW (65 hp). 
Este helicóptero se revela como una aeronave de excelentes cualidades de maniobrabilidad y estabilidad. La estructura primaria es de tubos de acero y las palas, de materiales compuestos. El sistema de mando es inédito y ha sido patentado en diversos países.
De esta aeronave se ha desarrollado una versión UAV.
En 1999, el CH-6 fue modificado para utilizar un motor de turbina Labala GFL 2000 de 55 kW (74 hp), para lo que se tuvo que desarrollar una nueva caja reductora. El modelo modificado recibió la denominación CH-6 T.

## Variantes
CH-6
Prototipo de helicóptero ultraligero, uno construido.
CH-6 T
CH-6 modificado con motor turbohélice Labala GFL 2000.

## Especificaciones (CH-6)

### Características generales
- Tripulación: Uno (piloto)
- Longitud: 7,2 m (23,5 ft) (incluido rotor)
- Diámetro rotor principal: 6 m (19,7 ft)
- Altura: 2,1 m (6,8 ft)
- Peso vacío: 170 kg (374,7 lb)
- Peso máximo al despegue: 310 kg (683,2 lb)
- Planta motriz: 1× motor de dos tiempos de dos cilindros refrigerado por líquido Rotax 582.
  - Potencia: 48 kW (66 HP; 65 CV)

### Rendimiento
- Velocidad máxima operativa (Vno): 160 km/h (99 MPH; 86 kt)
- Velocidad crucero (Vc): 110 km/h (68 MPH; 59 kt)
- Alcance: 330 km (178 nmi; 205 mi) (3 h)
- Techo de vuelo: 3500 m (11 483 ft) (con efecto suelo); 2500 m (8200 pies) (sin efecto suelo)
- Régimen de ascenso: 7 m/s (1378 ft/min)

## Aeronaves relacionadas

### Desarrollos relacionados
- Cicaré CH-12
- Cicaré CH-14

### Secuencias de designación
- Secuencia CH-_ (interna de Cicaré): ← CH-3 - CH-4 - CH-5 AG - CH-6 - CH-7 - CH-8 - CH-10 →